# François L'Archiver
François L'Archiver, mort le 22 février 1619, est un religieux français des XVIe et XVIIe siècles. Il est évêque de Rennes de 1602 à 1619.

## Biographie
Né au manoir du Rest sur la paroisse de Plouezoc'h, dans le diocèse de Tréguier, il est évêque de Rennes par résignation du cardinal Séraphin Olivier-Razali. L'Archiver fait la connaissance du cardinal Razali à Rome, et ce dernier admire sa piété. Il rapporte des reliques des VII dormants de Rome (Église Sainte-Marie-du-Peuple), à Plouezoc'h.
Il fait son entrée solennelle le 1er septembre 1602, fait imprimer le Propre des saints de Rennes en 1609. Le 26 août 1606, Larchiver vient à Domalain consacrer dans l'église paroissiale Saint-Melaine quatre autels en l'honneur du Saint-Nom-de-Jésus, de la sainte Vierge, de saint Michel et de saint Gorgon.
Il assiste aux États généraux, à Paris, en 1614 et 1615, en sa qualité de premier député de la Bretagne.
Il meurt le 22 février 1619.
Ce prélat se conduisait par cette maxime de l'Évangile : « Vous avez reçu gratuitement, donnez de même ». En conséquence, il ne permit jamais que son secrétaire reçût la moindre rétribution pour les expéditions qu'il délivrait.